# Luopioinen
Luopioinen est une ancienne municipalité du centre-sud de la Finlande. Elle se situe à l'extrémité sud-est de la région du Pirkanmaa.
L'exploitation de la forêt est la ressource principale, mais la commune peut aussi compter sur un réseau de petites entreprises dynamiques pour maintenir le taux de chômage sous les 8 %.
Le paysage est largement préservé, et la proximité des grandes villes (Helsinki 160 km, Tampere et Hämeenlinna à juste 60 km) a conduit 2 200 familles finlandaises à y installer leur maison de vacances, notamment autour du grand lac Kukkia. La population triple en été.
Dans une optique de rationalisation des dépenses sociales et de santé, Luopionen a fusionné le 1er janvier 2007 avec sa voisine Pälkäne. La nouvelle municipalité conserve le nom de Pälkäne et le blason de Luopioinen.
Les municipalités voisines sont Kuhmalahti au nord, Padasjoki à l'est (Päijät-Häme), Lammi et Hauho au sud (les 2 dans le Kanta-Häme).